# Lagunas de Rabasa
Las Lagunas de Rabasa son unas balsas artificiales de agua salobre que están situadas en el límite noroeste del término municipal de Alicante, muy cerca de la línea divisoria con el municipio vecino de San Vicente del Raspeig.

## Localización
Las lagunas se encuentran en el Polígono de San Blas, adyacente al barrio de Rabasa, del que toman su nombre, y están en el llamado Pla de lo Boix, delimitadas por el camino Fondó Piqueres, El Toll, la autovía A-70 y el camino Hondo Bueno.

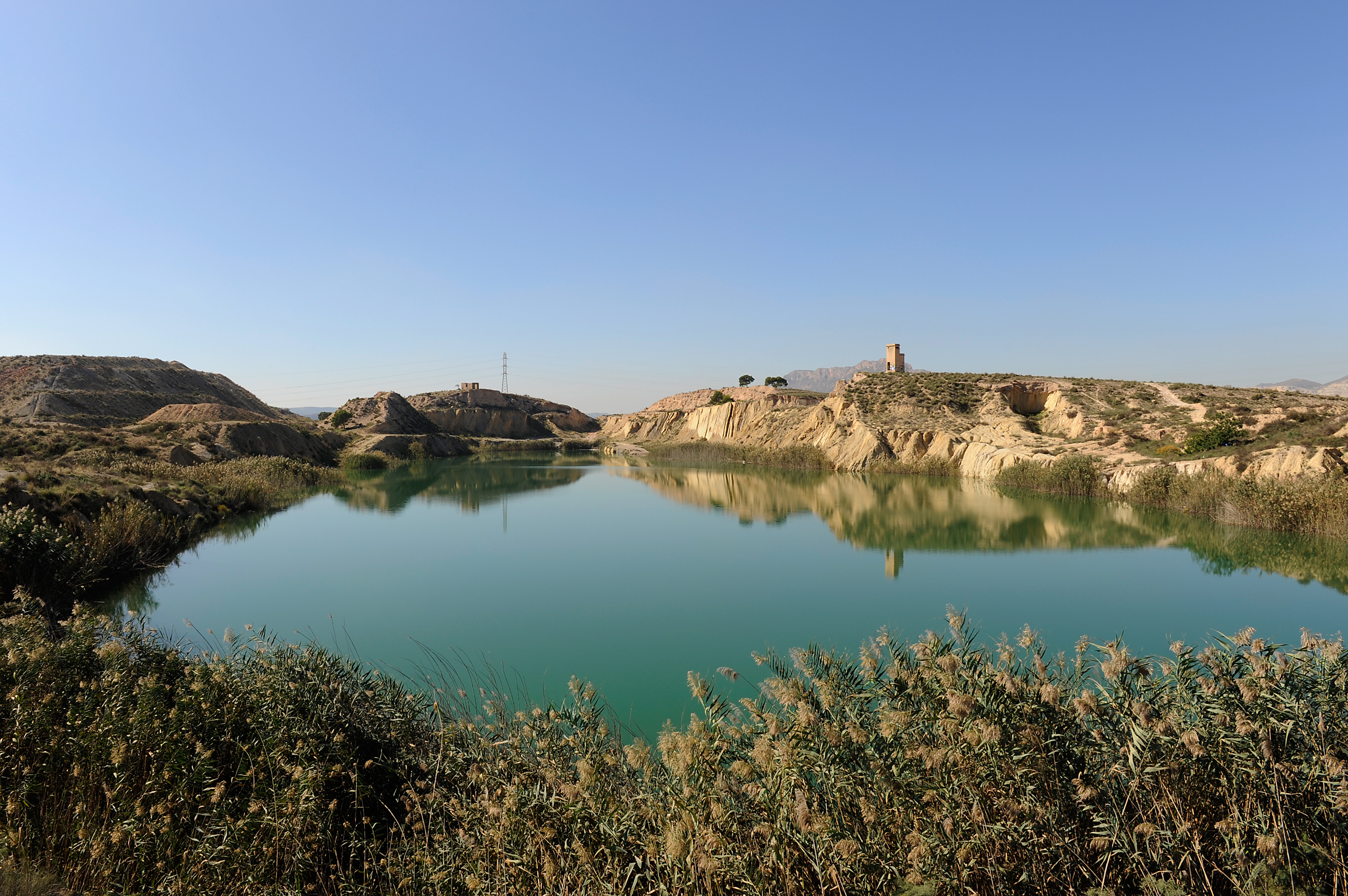
Laguna mayor (30 000 m²).

## Origen
Las balsas de agua rellenan unos huecos en el terreno, causados por las excavaciones de antiguas canteras de extracción de arcilla que existían en esta zona. Según parece, esos trabajos de excavación llegaron a profundizar más abajo del nivel freático del lugar, por lo que se produjeron manantiales de agua en el fondo de las canteras. Cuando en la década de los setenta del siglo XX se abandonó la actividad, el agua no dejó de brotar y terminó alcanzando el nivel actual. Con el paso del tiempo, esas primitivas balsas artificiales de agua se han naturalizado en las actuales lagunas. 

## Características
Existen tres lagunas principales. La situada más al norte es la Laguna Grande con Torreta, con unos 30 000 m² de lámina de agua y sobre 20 m de profundidad. La situada más al sur, conocida como Laguna del Sur, es algo menor, con unos 20 000 m² de superficie. La tercera laguna, la Laguna Intermedia, situada entre las anteriores, es la más pequeña con unos 8000 m². En la misma zona, hay otras dos lagunas de menor importancia. Todas ellas están orientadas en dirección SO-NE.

## Hábitat
La zona es principalmente un paisaje desértico, con cárcavas y lomas de arcilla. El entorno tiene muy escasa vegetación, aunque dispone de algunos valores ambientales de interés, en especial la fauna.
Los suelos son de baja calidad y no permiten la existencia de monte alto, pastos o regadíos. Por ello, la zona está cubierta de monte bajo donde se puede encontrar tomillo, romero, esparraguera o hinojo. En las orillas de las lagunas, pueden verse juncos.
Referente a la fauna, se pueden encontrar aves tales como zampullín común, ánade real, garza real, pájaro moscón, cernícalo vulgar, abejaruco, o alcaudón común. Aparte de esto, también es posible ver lagarto ocelado, galápago leproso, conejo, etc.

## Antecedentes y situación actual

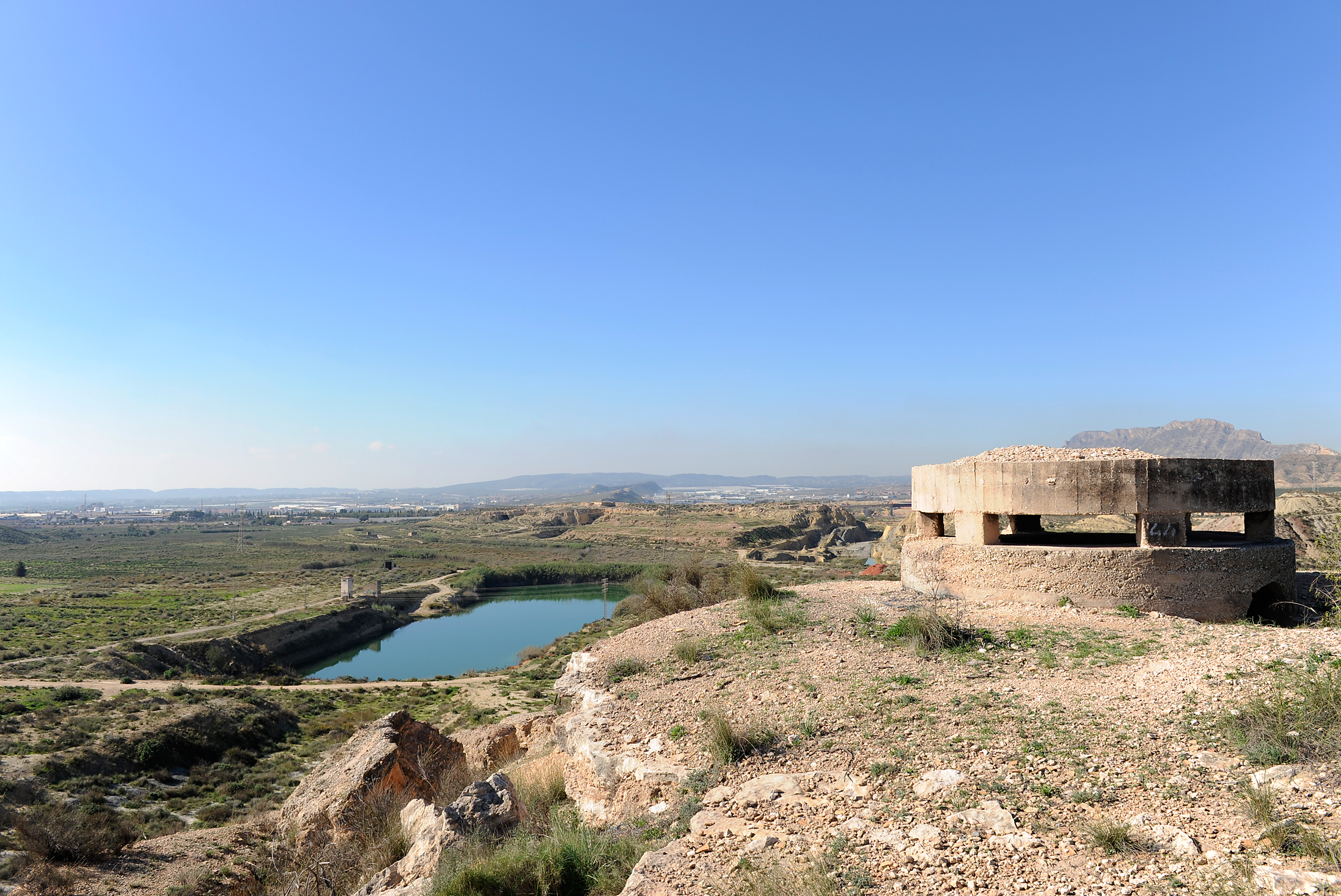
Laguna intermedia (20 000 m²).

Los terrenos del entorno de las lagunas suman una extensión de 4 200 000 m², son de titularidad privada y están considerados suelo no urbanizable de tipo rústico. Una parte de ellos fueron terrenos de uso militar, que se enajenaron al cambiar los intereses del Ministerio de Defensa y pasar el antiguo CIR número 8 de Rabasa al actual acuartelamiento del Mando de Operaciones Especiales. Precisamente, la cercanía de instalaciones militares desde principios del pasado siglo XX, ha hecho que existan en algunos cerros restos de estructuras de defensa utilizadas en la guerra civil española.
Entre los años 2008 y 2015, todos estos terrenos estuvieron incluidos en un polémico plan urbanístico que pretendía construir miles de viviendas y un gran centro comercial. Se llamó el Plan Rabasa y, tras múltiples vicisitudes, no se llevó a cabo. Posteriormente a los hechos anteriores, las lagunas y los terrenos más cercanos a ellas, se incluyeron en el Catálogo de Protecciones de Alicante.
Sin embargo, estos terrenos siguen amenazados por el desarrollo de la ciudad, ya que limitan con el núcleo urbano consolidado y, se supone, son la extensión más lógica en la ampliación urbanística de la ciudad por su lado noroeste.
En el año 2022, la zona se encuentra cerrada al tráfico y prácticamente abandonada. Algunos de sus rincones se han convertido en vertederos incontrolados y sólo la presencia de senderistas o practicantes de mountain bike por sus caminos dan señales de alguna actividad.